# Ornithoptera croesus
Ornithoptera croesus är en fjärilsart som beskrevs av Wallace 1859. Ornithoptera croesus ingår i släktet Ornithoptera och familjen riddarfjärilar. IUCN kategoriserar arten globalt som starkt hotad. Inga underarter finns listade i Catalogue of Life.

## Bildgalleri

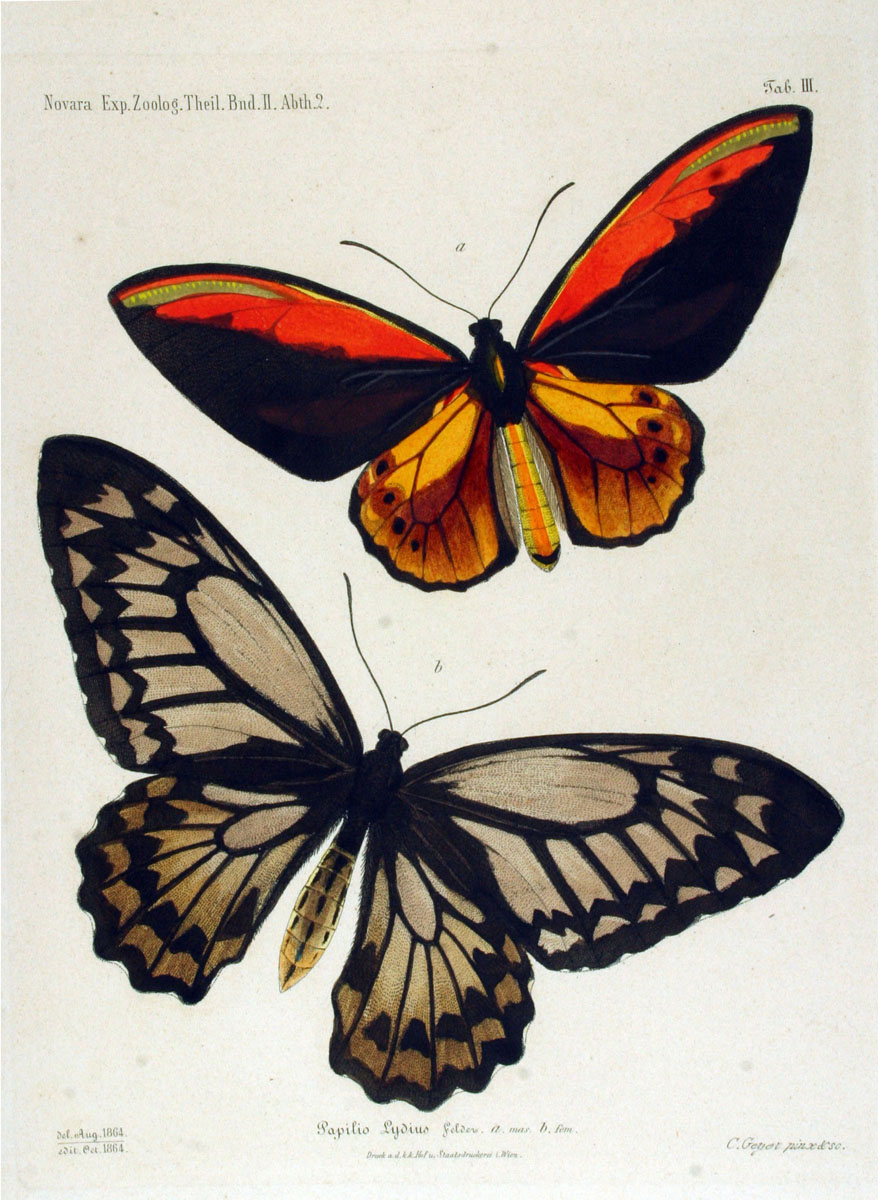
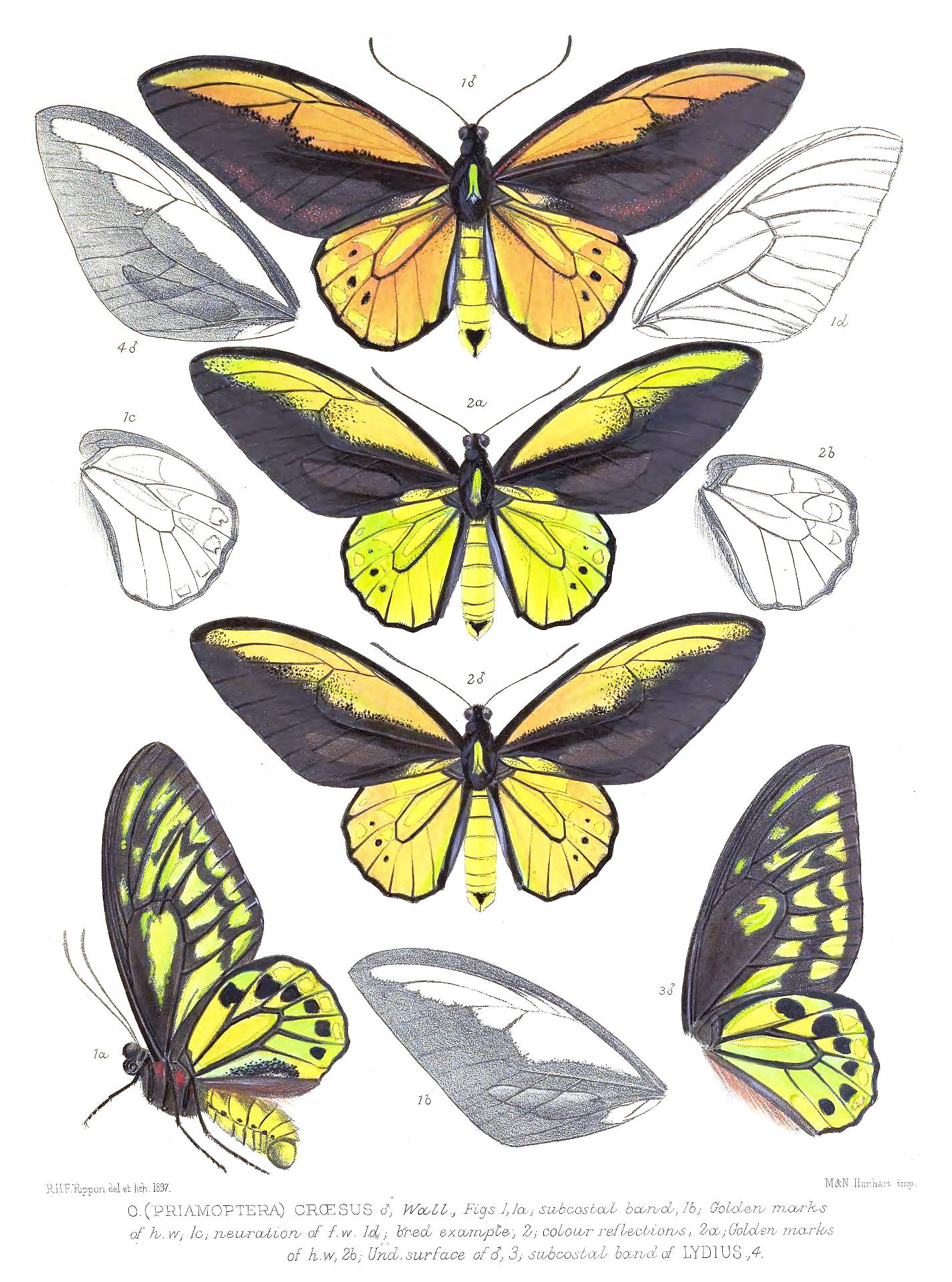
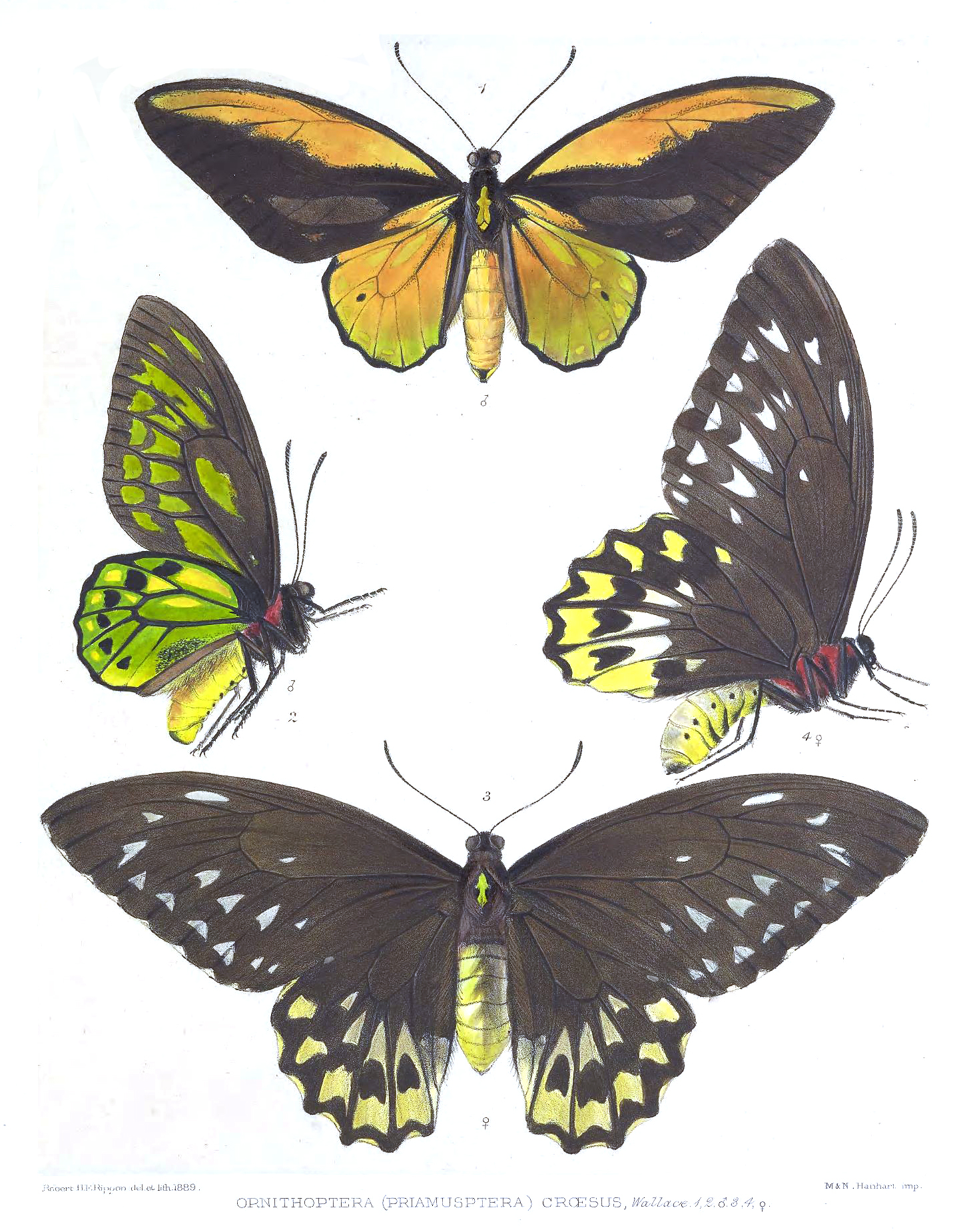
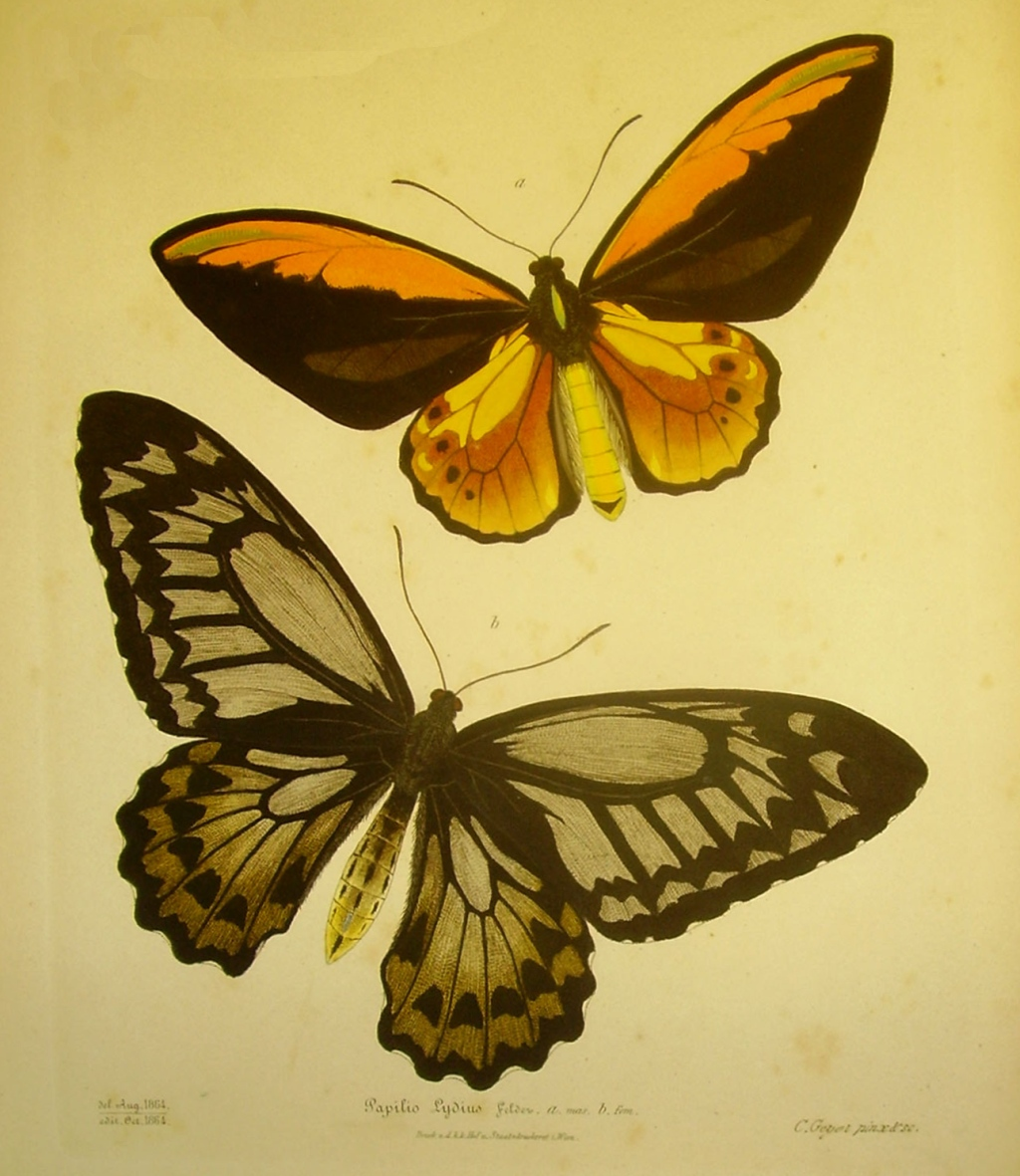
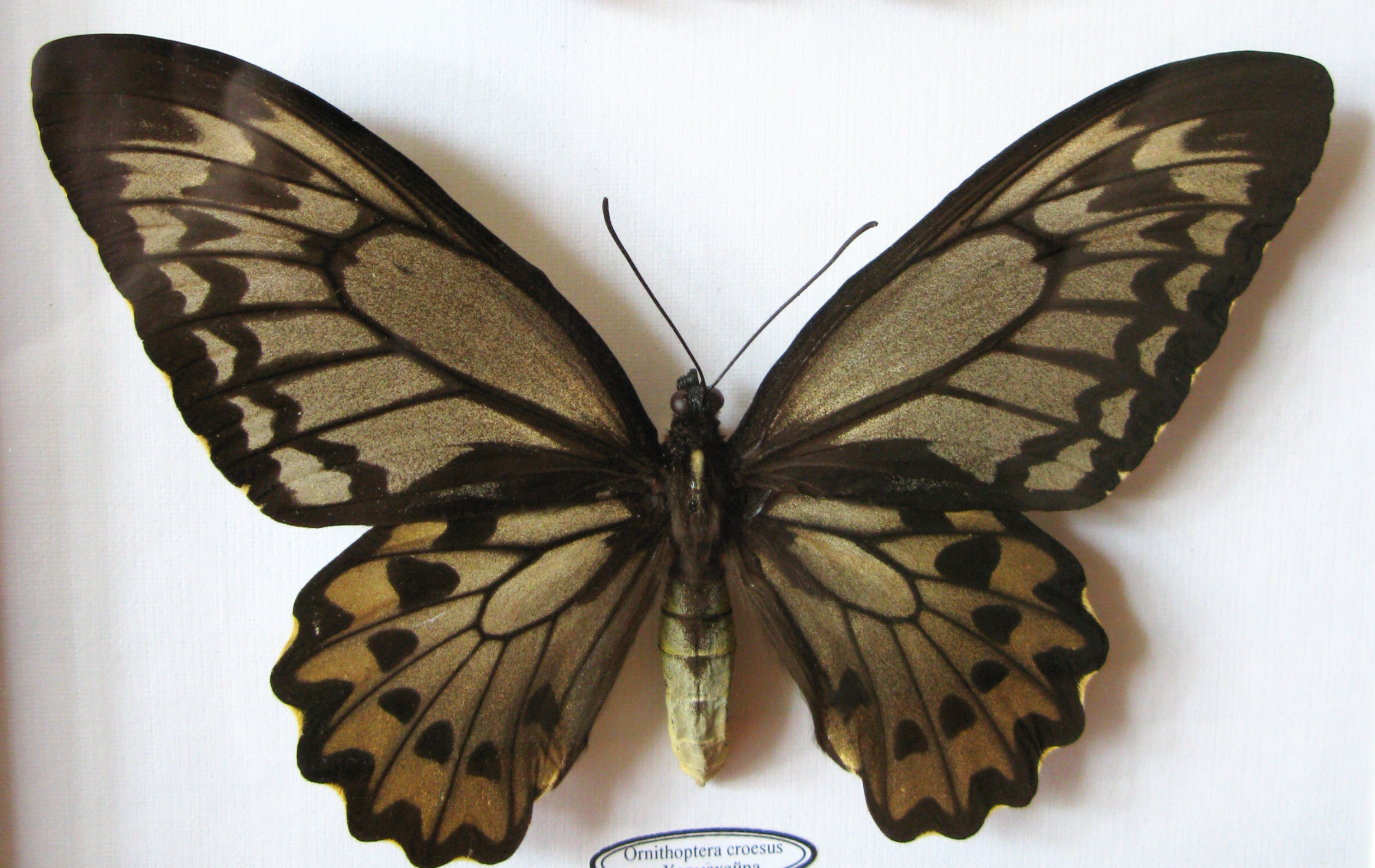